# Propionil-CoA
Propionil-coenzima A, notată propionil-CoA, este un tioester al acidului propionic cu coenzima A. Rolul și implicarea sa în căile metabolice depinde de organismul în care se află. Este produs pe mai multe căi, precum prin catabolismul specific al aminoacizilor sau prin oxidarea acizilor grași cu număr par de atomi de carbon. Poate fi degradat de propionil-CoA carboxilază sau prin ciclul metil-citratului.